# Дискографія Marilyn Manson
Marilyn Manson — американський рок-гурт. Нижче наведено його дискографію, у тому числі релізи Marilyn Manson & The Spooky Kids. До статті не увійшли саундтреки. Станом на листопад 2008 р. у США альбом The Golden Age of Grotesque продав достатню кількість копій, щоб отримати золотий статус від RIAA, проте цього поки що так і не сталося.

## Альбоми

### Студійні альбоми
| Назва                                                                  | Деталі альбому | Найвищі чартові позиції | Найвищі чартові позиції | Найвищі чартові позиції | Найвищі чартові позиції | Найвищі чартові позиції | Найвищі чартові позиції | Найвищі чартові позиції | Найвищі чартові позиції | Найвищі чартові позиції | Найвищі чартові позиції | Сертифікація                                                                                           | Наклад                              |
| Назва                                                                  | Деталі альбому | US                      | AUS                     | AUT                     | CAN                     | FIN                     | FRA                     | GER                     | NZ                      | SWI                     | UK                      | Сертифікація                                                                                           | Наклад                              |
| ---------------------------------------------------------------------- | --- | ----------------------- | ----------------------- | ----------------------- | ----------------------- | ----------------------- | ----------------------- | ----------------------- | ----------------------- | ----------------------- | ----------------------- | --- | ----------------------------------- |
| Portrait of an American Family                                         | - Вийшов: 19 липня 1994 - Лейбл: Nothing, Interscope - Формат: CD, касета, LP, цифрове завантаження               | —                       | —                       | —                       | —                       | —                       | —                       | —                       | —                       | —                       | —                       | - RIAA: Золотий - BPI: Срібний                                                                         | - США: 645 тис.                     |
| Antichrist Superstar                                                   | - Вийшов: 8 жовтня 1996 - Лейбл: Nothing, Interscope - Формат: CD, касета, LP, цифрове завантаження               | 3                       | 41                      | 37                      | 2                       | 13                      | 116                     | 100                     | 5                       | —                       | 73                      | - RIAA: Платиновий - ARIA: Золотий - MC: 2× Платиновий - RIANZ: Платиновий - BPI: Золотий              | - Світ: 7 млн - США: 1,9 млн        |
| Mechanical Animals                                                     | - Вийшов: 15 вересня 1998 - Лейбл: Nothing, Interscope - Формат: CD, касета, LP, цифрове завантаження             | 1                       | 1                       | 6                       | 1                       | 6                       | 14                      | 7                       | 3                       | 44                      | 5                       | - RIAA: Платиновий - ARIA: Золотий - MC: Платиновий - RIANZ: Платиновий - BPI: Золотий                 | - США: 1 409 000                    |
| Holy Wood (In the Shadow of the Valley of Death)                       | - Вийшов: 14 листопада 2000 - Лейбл: Nothing, Interscope - Формат: CD, касета, LP, цифрове завантаження           | 13                      | 8                       | 6                       | 13                      | 25                      | 12                      | 11                      | 18                      | 20                      | 23                      | - RIAA: Золотий - MC: Золотий - IFPI AUT: Золотий - BPI: Золотий                                       | - США: 573 тис.                     |
| The Golden Age of Grotesque                                            | - Вийшов: 5 травня 2003 - Лейбл: Nothing, Interscope - Формат: CD, касета, LP, цифрове завантаження               | 1                       | 5                       | 1                       | 1                       | 8                       | 2                       | 1                       | 16                      | 1                       | 4                       | - ARIA: Золотий - IFPI AUT: Золотий - SNEP: Золотий - BMVI: Золотий - IFPI SWI: Золотий - BPI: Золотий | - США: 526 тис. - Франція: 120 тис. |
| Eat Me, Drink Me                                                       | - Вийшов: 5 червня 2007 - Лейбл: Interscope - Формат: CD, касета, цифрове завантаження                            | 8                       | 9                       | 2                       | 8                       | 9                       | 5                       | 4                       | 18                      | 4                       | 8                       | | - США: 277 тис. - Франція: 15 тис.  |
| The High End of Low                                                    | - Вийшов: 26 травня 2009 - Лейбл: Interscope - Формат: CD, цифрове завантаження                                   | 4                       | 12                      | 6                       | 4                       | 9                       | 9                       | 11                      | 8                       | 6                       | 19                      | | - США: 148 тис.                     |
| Born Villain                                                           | - Вийшов: 25 квітня 2012 - Лейбл: Cooking Vinyl, Hell, etc. - Формат: CD, цифрове завантаження, LP                | 10                      | 16                      | 4                       | 8                       | 18                      | 8                       | 5                       | 19                      | 2                       | 14                      | | - США: 122 тис.                     |
| The Pale Emperor                                                       | - Вийшов: 15 січня 2015 - Лейбл: Hell, etc. - Формат: CD, цифрове завантаження, LP                                | 8                       | 6                       | 4                       | 4                       | 10                      | 5                       | 4                       | 5                       | 1                       | 16                      | | - США: 136 тис. - Франція: 30 тис.  |
| Heaven Upside Down                                                     | - Вийшов: 6 жовтня 2017 - Лейбл: Loma Vista Recordings, Virgin Music Label - Формат: CD, цифрове завантаження, LP | 8                       | 4                       | 4                       | 4                       | 8                       | 15                      | 9                       | 6                       | 3                       | 7                       | | - США: 52 тис.                      |
| We Are Chaos                                                           | - Вийшов: 11 вересня 2020 - Лейбл: Hell, etc. - Формат: CD, цифрове завантаження, LP                              | 8                       | 1                       | 2                       | 8                       | 8                       | 10                      | 4                       | 32                      | 2                       | 7                       | | - США: 69 тис.                      |
| «—» означає, що запис не потрапив до чарту чи не був виданий у країні. | |                         |                         |                         |                         |                         |                         |                         |                         |                         |                         | |                                     |

### Альбоми реміксів
| 1995                                                                   | Smells Like Children - Вийшов: 24 жовтня 1995 - Лейбл: Nothing, Interscope - Формат: CD, CS, LP | 31  | —  | 42 | —  | —   | - США: 1,309 млн | - RIAA: Платиновий - BPI: Золотий - CRIA: Платиновий |
| 1997                                                                   | Remix & Repent - Вийшов: 25 листопада 1997 - Лейбл: Nothing, Interscope - Формат: CD, касета    | 102 | 49 | 69 | 18 | 163 |                  |                                                      |
| «—» означає, що запис не потрапив до чарту чи не був виданий у країні. |                                                                                                 |     |    |    |    |     |                  |                                                      |

### Концертні альбоми
| Рік  | Деталі альбому                                                                                       | Найвищі чартові позиції | Найвищі чартові позиції | Найвищі чартові позиції | Найвищі чартові позиції | Найвищі чартові позиції | Найвищі чартові позиції | Найвищі чартові позиції | Сертифікації   | Наклад          |
| Рік  | Деталі альбому                                                                                       | США                     | Австралія               | Франція                 | Німеччина               | Нова Зеландія           | Швеція                  | Велика Британія         | Сертифікації   | Наклад          |
| ---- | --- | ----------------------- | ----------------------- | ----------------------- | ----------------------- | ----------------------- | ----------------------- | ----------------------- | -------------- | --------------- |
| 1999 | The Last Tour on Earth - Вийшов: 13 листопада 1999 - Лейбл: Nothing, Interscope - Формат: CD, касета | 82                      | 50                      | 62                      | 46                      | 38                      | 59                      | 61                      | - BPI: Срібний | - США: 315 тис. |

### Компіляції
| Рік  | Деталі альбому                                                                                     | Найвищі чартові позиції | Найвищі чартові позиції | Найвищі чартові позиції | Найвищі чартові позиції | Найвищі чартові позиції | Найвищі чартові позиції | Найвищі чартові позиції | Найвищі чартові позиції | Найвищі чартові позиції | Найвищі чартові позиції | Наклад          | Сертифікації                                                                   |
| Рік  | Деталі альбому                                                                                     | США                     | Австралія               | Австрія                 | Фландрія                | Фінляндія               | Німеччина               | Нідерланди              | Нова Зеландія           | Швеція                  | Велика Британія         | Наклад          | Сертифікації                                                                   |
| ---- | -------------------------------------------------------------------------------------------------- | ----------------------- | ----------------------- | ----------------------- | ----------------------- | ----------------------- | ----------------------- | ----------------------- | ----------------------- | ----------------------- | ----------------------- | --------------- | ------------------------------------------------------------------------------ |
| 2004 | Lest We Forget: The Best Of - Вийшов: 28 вересня 2004 - Лейбл: Interscope - Формат: CD, касета, LP | 9                       | 15                      | 3                       | 19                      | 22                      | 4                       | 41                      | 9                       | 10                      | 4                       | - США: 961 тис. | - RIAA: Золотий - ARIA: Золотий - BPI: Золотий - BMVI: Золотий - SNEP: Золотий |

### Відео-альбоми
| Рік                                                                    | Деталі альбому | Найвищі чартові позиції | Найвищі чартові позиції | Сертифікації                                                                                                   |
| Рік                                                                    | Деталі альбому | Фінляндія               | Німеччина               | Сертифікації                                                                                                   |
| ---------------------------------------------------------------------- | --- | ----------------------- | ----------------------- | --- |
| 1998                                                                   | Dead to the World - Вийшов: 10 лютого 1998 - Лейбл: Nothing, Interscope - Формат: VHS                                         | —                       | —                       | - Канада: Золотий                                                                                              |
| 1999                                                                   | God Is in the T.V. - Вийшов: 2 листопада 1999 - Лейбл: Nothing, Interscope - Формат: VHS                                      | —                       | —                       | |
| 2002                                                                   | Guns, God and Government - Вийшов: 29 жовтня 2002 - Лейбл: Eagle Rock Entertainment - Формат: VHS, DVD, UMD; BD (перевидання) | 4                       | 75                      | - США: Платиновий - Австралія: Платиновий - Велика Британія: Золотий - Канада: Платиновий - Німеччина: Золотий |
| 2011                                                                   | Born Villain - Вийшов: 28 серпня 2011 - Лейбл: самовидання - Формат: DVD                                                      | —                       | —                       | |
| «—» означає, що запис не потрапив до чарту чи не був виданий у країні. | |                         |                         | |

## Сингли
| «Get Your Gunn»                                         | 1994 | —  | —  | 97 | —  | —  | —  | —  | —  | —  | —   |                                    | Portrait of an American Family                   |
| «Lunchbox»                                              | 1995 | —  | —  | 81 | —  | —  | —  | —  | —  | —  | —   |                                    | Portrait of an American Family                   |
| «Sweet Dreams (Are Made of This)»                       | 1995 | 26 | 31 | 28 | —  | —  | —  | —  | —  | —  | 135 |                                    | Smells Like Children                             |
| «The Beautiful People»                                  | 1996 | 26 | 29 | 42 | —  | —  | —  | 96 | —  | —  | 18  | - Швеція: Золотий                  | Antichrist Superstar                             |
| «Tourniquet»                                            | 1997 | —  | 30 | 73 | —  | —  | —  | —  | —  | —  | 28  |                                    | Antichrist Superstar                             |
| «Long Hard Road Out of Hell»                            | 1997 | —  | —  | —  | —  | —  | —  | —  | —  | —  | —   |                                    | Спаун (саундтрек)                                |
| «The Dope Show»[A]                                      | 1998 | 15 | 12 | 20 | —  | —  | —  | 63 | 53 | —  | 12  | - Швеція: Золотий                  | Mechanical Animals                               |
| «I Don't Like the Drugs (But the Drugs Like Me)»        | 1999 | 36 | 25 | 45 | —  | —  | —  | 83 | —  | —  | —   |                                    | Mechanical Animals                               |
| «Rock Is Dead»                                          | 1999 | 30 | 28 | —  | —  | —  | —  | —  | —  | —  | 23  |                                    | Mechanical Animals                               |
| «Disposable Teens»                                      | 2000 | 24 | 22 | 46 | —  | 64 | 34 | 99 | 52 | 73 | 12  |                                    | Holy Wood (In the Shadow of the Valley of Death) |
| «The Fight Song»                                        | 2001 | —  | —  | —  | 59 | 67 | 47 | —  | —  | —  | 24  |                                    | Holy Wood (In the Shadow of the Valley of Death) |
| «The Nobodies»                                          | 2001 | —  | —  | —  | —  | —  | —  | —  | —  | 96 | 34  |                                    | Holy Wood (In the Shadow of the Valley of Death) |
| «Tainted Love»                                          | 2002 | 33 | 30 | —  | 2  | 3  | 11 | 44 | 11 | 2  | 5   | - BPI: Золотий - IFPI AUT: Золотий | Недитяче кіно саундтрек                          |
| «mOBSCENE»                                              | 2003 | 26 | 18 | 31 | 15 | 20 | 27 | 84 | 18 | 6  | 13  |                                    | The Golden Age of Grotesque                      |
| «This Is the New Shit»                                  | 2003 | —  | —  | 31 | 24 | 25 | 50 | —  | 59 | 44 | 29  |                                    | The Golden Age of Grotesque                      |
| «Personal Jesus»[B]                                     | 2004 | 12 | 20 | 30 | 10 | 11 | 46 | 89 | 39 | 13 | 13  |                                    | Lest We Forget                                   |
| «The Nobodies 2005»                                     | 2005 | —  | —  | —  | 56 | 65 | —  | —  | —  | 42 | —   |                                    | Lest We Forget                                   |
| «Heart-Shaped Glasses (When the Heart Guides the Hand)» | 2007 | 24 | 31 | —  | 41 | 49 | 46 | —  | 18 | —  | 19  |                                    | Eat Me, Drink Me                                 |
| «Putting Holes in Happiness»                            | 2007 | —  | —  | —  | —  | 83 | —  | —  | —  | —  | —   |                                    | Eat Me, Drink Me                                 |
| «Arma-goddamn-motherfuckin-geddon»                      | 2009 | —  | 37 | —  | —  | 67 | —  | —  | 48 | —  | 114 |                                    | The High End of Low                              |
| «No Reflection»                                         | 2012 | —  | 26 | —  | —  | —  | —  | —  | —  | —  | —   |                                    | Born Villain                                     |
| «Slo-Mo-Tion»                                           | 2012 | —  | —  | —  | —  | —  | —  | —  | —  | —  | —   |                                    | Born Villain                                     |
| «Deep Six»                                              | 2014 | —  | 8  | —  | —  | —  | —  | —  | —  | —  | —   |                                    | The Pale Emperor                                 |
| «—» означає, що запис не потрапив до чарту.             |      |    |    |    |    |    |    |    |    |    |     |                                    |                                                  |

### Промо-сингли
| Рік  | Назва                                  | З Альбому                      |
| ---- | -------------------------------------- | ------------------------------ |
| 1995 | «Dope Hat»                             | Portrait of an American Family |
| 1996 | «Antichrist Superstar»                 | Antichrist Superstar           |
| 1997 | «Man That You Fear»                    | Antichrist Superstar           |
| 1999 | «Coma White»                           | Mechanical Animals             |
| 1999 | «Astonishing Panorama of the Endtimes» | Зіркова м'ясорубка (саундтрек) |
| 2007 | «You and Me and the Devil Makes 3»     | Eat Me, Drink Me               |
| 2009 | «We're from America»                   | The High End of Low            |
| 2014 | «Third Day of a Seven Day Binge»       | The Pale Emperor               |
| 2015 | «Cupid Carries a Gun»                  | The Pale Emperor               |
| 2015 | «The Mephistopheles of Los Angeles»    | The Pale Emperor               |

## Відеокліпи
| Рік  | Назва                                                   | Режисер                         |
| ---- | ------------------------------------------------------- | ------------------------------- |
| 1994 | «Get Your Gunn»                                         | Род Чонг                        |
| 1994 | «Lunchbox»                                              | Річард Керн                     |
| 1995 | «Dope Hat»                                              | Том Стерн                       |
| 1995 | «Sweet Dreams (Are Made of This)»                       | Дін Карр                        |
| 1996 | «The Beautiful People»                                  | Флорія Сіґізмонді               |
| 1996 | «Tourniquet»                                            | Флорія Сіґізмонді               |
| 1997 | «Man That You Fear»                                     | W.I.Z.                          |
| 1997 | «Cryptorchid»                                           | Е. Еліас Мерідж                 |
| 1997 | «Antichrist Superstar»                                  | Е. Еліас Мерідж                 |
| 1997 | «Long Hard Road Out of Hell»                            | Меттью Ролстон                  |
| 1998 | «Apple of Sodom»                                        | Джозеф Ф. Калтіс                |
| 1998 | «The Dope Show»                                         | Пол Гантер                      |
| 1998 | «I Don't Like the Drugs (But the Drugs Like Me)»        | Пол Гантер                      |
| 1999 | «Rock Is Dead»                                          | Мерілін Менсон                  |
| 1999 | «Coma White»                                            | Семюель Беєр                    |
| 1999 | «Astonishing Panorama of the Endtimes»                  | Піт Ліст                        |
| 2000 | «Disposable Teens»                                      | Семюель Беєр                    |
| 2001 | «The Fight Song»                                        | W.I.Z., Мерілін Менсон          |
| 2001 | «The Nobodies»                                          | Пол Федор                       |
| 2002 | «Tainted Love»                                          | Філіп Дж. Етвелл                |
| 2003 | «mOBSCENE»                                              | Мерілін Менсон, Томас Клосс     |
| 2003 | «This Is the New Shit»                                  | Мерілін Менсон, The Cronenweths |
| 2004 | «(s)AINT»                                               | Азія Ардженто                   |
| 2004 | «Personal Jesus»                                        | Мерілін Менсон, Натан Кокс      |
| 2007 | «Heart-Shaped Glasses (When the Heart Guides the Hand)» | Мерілін Менсон                  |
| 2007 | «Putting Holes in Happiness»                            | Філіпп Ґранрійо                 |
| 2009 | «Arma-Goddamn-Motherfuckin-Geddon»                      | Делані Бішоп                    |
| 2009 | «Running to the Edge of the World»                      | Натан Кокс, Мерілін Менсон      |
| 2012 | «No Reflection»                                         | Лукас Еттлін                    |
| 2012 | «Slo-Mo-Tion»                                           | Мерілін Менсон                  |
| 2012 | «Hey, Cruel World...»                                   | Тім Маттіа                      |
| 2014 | «Deep Six»                                              | Барт Гесс                       |
| 2015 | «The Mephistopheles of Los Angeles»                     | Франческо Карроззіні            |
| 2015 | «Third Day of a Seven Day Binge»                        | Джеремі Денджер, Тревіс Шінн    |

## Інші релізи
| Рік  | Назва                            | Примітки |
| ---- | -------------------------------- | --- |
| 2004 | Lunch Boxes & Choklit Cows       | Збірка ремастованих ранніх треків Marilyn Manson & The Spooky Kids, видана Скоттом Путескі.                                                    |
|      | Lunch Boxes & Choklit Cows Vol.2 | Збірка ремастованих ранніх треків Marilyn Manson & The Spooky Kids. Офіційно невидана. Путескі оприлюднив MP3-версію з бітрейтом у 192 кбіт/c. |
| 2013 | Antichrist Final Songs           | Демо-касета продана Путескі на eBay. |

## Незалежні релізи
| Рік  | Назва                        | Додаткова інформація                                                   |
| ---- | ---------------------------- | ---------------------------------------------------------------------- |
| 1990 | The Raw Boned Psalms         | Перша касета Marilyn Manson & the Spooky Kids; не потрапила у продаж.  |
| 1990 | The Beaver Meat Cleaver Beat | Друга касета; виготовлено кілька копій; перша поява пісні «My Monkey». |
| 1990 | Big Black Bus                | Містить деякі треки з The Raw Boned Psalms                             |
| 1990 | Grist-O-Line                 | Перша поява пісні «Cake and Sodomy».                                   |
| 1991 | Lunchbox                     | Наклад: 177675 копій.                                                  |
| 1991 | After School Special         | Перша поява пісень «Lunchbox» та «Cyclops».                            |
| 1992 | Live as Hell                 | Записано наживо на радіостанції WYNF під час програми «Radio Clash».   |
| 1992 | The Family Jams              | Перша касета Marilyn Manson. Перша поява пісні «Dope Hat».             |
| 1993 | Refrigerator                 | Наклад: 100 копій. Перша поява пісні «Wrapped in Plastic».             |